# Jean Andrieu
Pour les articles homonymes, voir Andrieu.
Jean Andrieu, né le 20 juillet 1816 à Montaigu-de-Quercy et mort après 1895, est un photographe français.

## Biographie

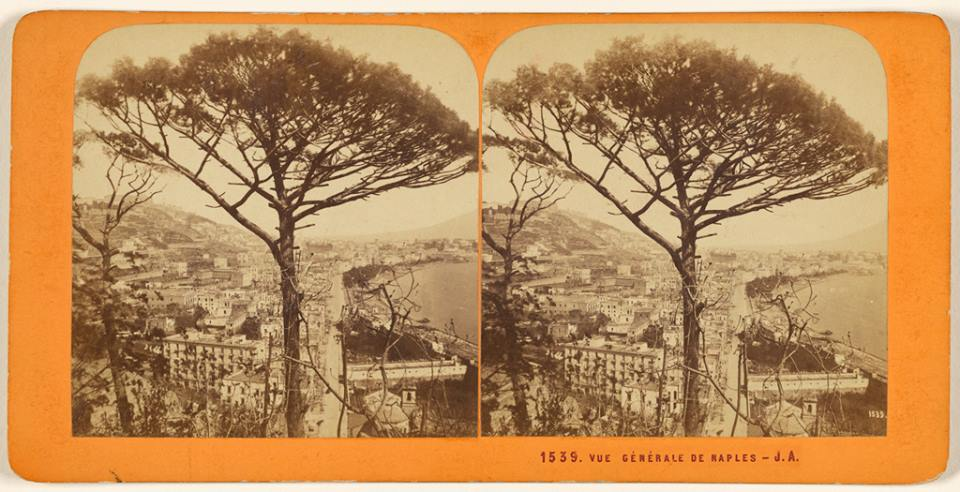
Vue générale de Naples, photographie stéréoscopique numéro 1539.

### Jeunesse et famille
Jean Andrieu (parfois aussi Jean Jules ou Jules Andrieu) est né à Montaigu-de-Quercy en 1816, de Jean Andrieu, cultivateur, et Antoinette Dufour, son épouse.
Il se marie une première fois en 1840, avec Jeanne Labayssière. Veuf en 1842, il se remarie en 1845 à Anne Marie Lacaze (de) Gandorre, une veuve originaire de Saint-Vite, en Lot-et-Garonne, où il s'est établi quinze mois plus tôt.

### Carrière
D'abord instituteur dans sa région natale,, Jean Andrieu s'installe comme photographe à Paris à une date indéterminée : son nom apparaît en 1862 dans l'Almanach du commerce et de l'industrie. Il occupe un atelier parisien au 35, rue Montholon, puis au 53, rue Montmartre et enfin au 7, rue Saint-Lazare. Il se spécialise dans la photographie stéréoscopique, et donne également des cours de photographie.
En 1865, il devient « photographe officiel pour le ministère de la Marine et des Colonies ». Il publie en outre, sous la marque JA, des vues d'Italie, comme celle de l'Etna en éruption, de Suisse et de Savoie. Il effectue également un reportage sur l'Espagne et rapporte des vues des Pyrénées.
En 1874, Adolphe Block reprend son stock d'atelier et Andrieu ne figure plus sur le registre du commerce après 1876. Son nom apparaît toutefois dans les annuaires entre 1875 et 1880 comme photographe établi au 91, boulevard de Sébastopol,, adresse probablement reprise par Adolphe Block vers 1881.
Jean Andrieu est établi à Pau, lorsque son épouse meurt en 1895, en leur domicile du 83, boulevard d'Alsace-Lorraine. L'année suivante, un litige oppose Jean Andrieu à ses beaux-enfants, entraînant la vente par licitation de plusieurs biens immobiliers issus de la succession de sa femme.

## Œuvre photographique
Il publie en 1868 un premier catalogue de ses photographies. Il réalise en 1869 une série de clichés de ruines, lors d'un voyage en Palestine et en Égypte.
En 1871, il se spécialise dans la photographie de bâtiments parisiens détruits par les incendies de la fin de la Commune de Paris. Ces photographies sont enregistrées au dépôt légal le 30 octobre 1871 sous le titre « Désastres de la guerre ». Il existe également un recueil de photographies stéréoscopiques peintes à la main.
Plusieurs de ses photographies servent d'inspiration à des gravures parues dans L'illustration, représentant le pont d'Argenteuil détruit et la salle des fêtes éventrée de l'Hôtel de ville de Paris.

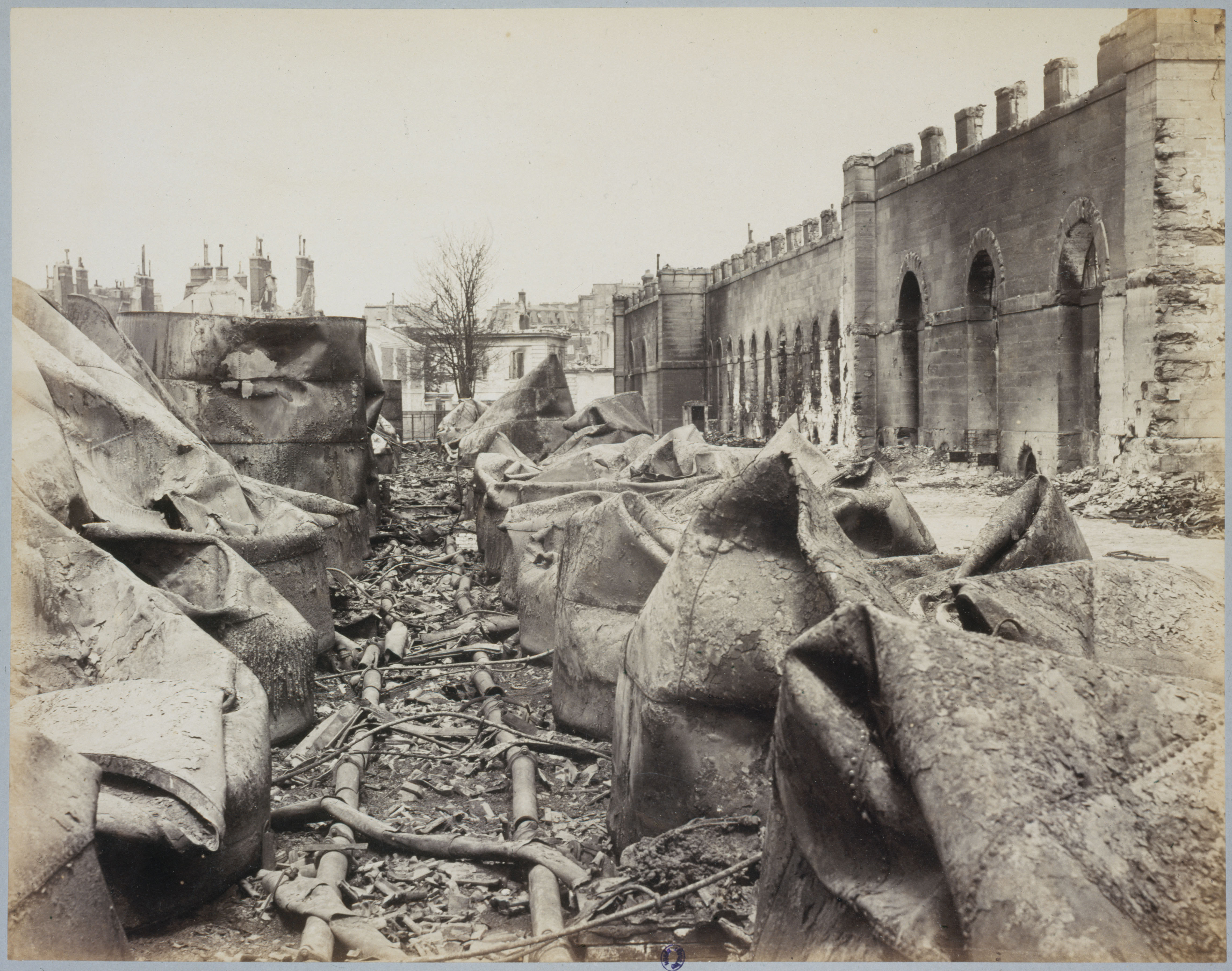
Le réservoir du grenier d'abondance
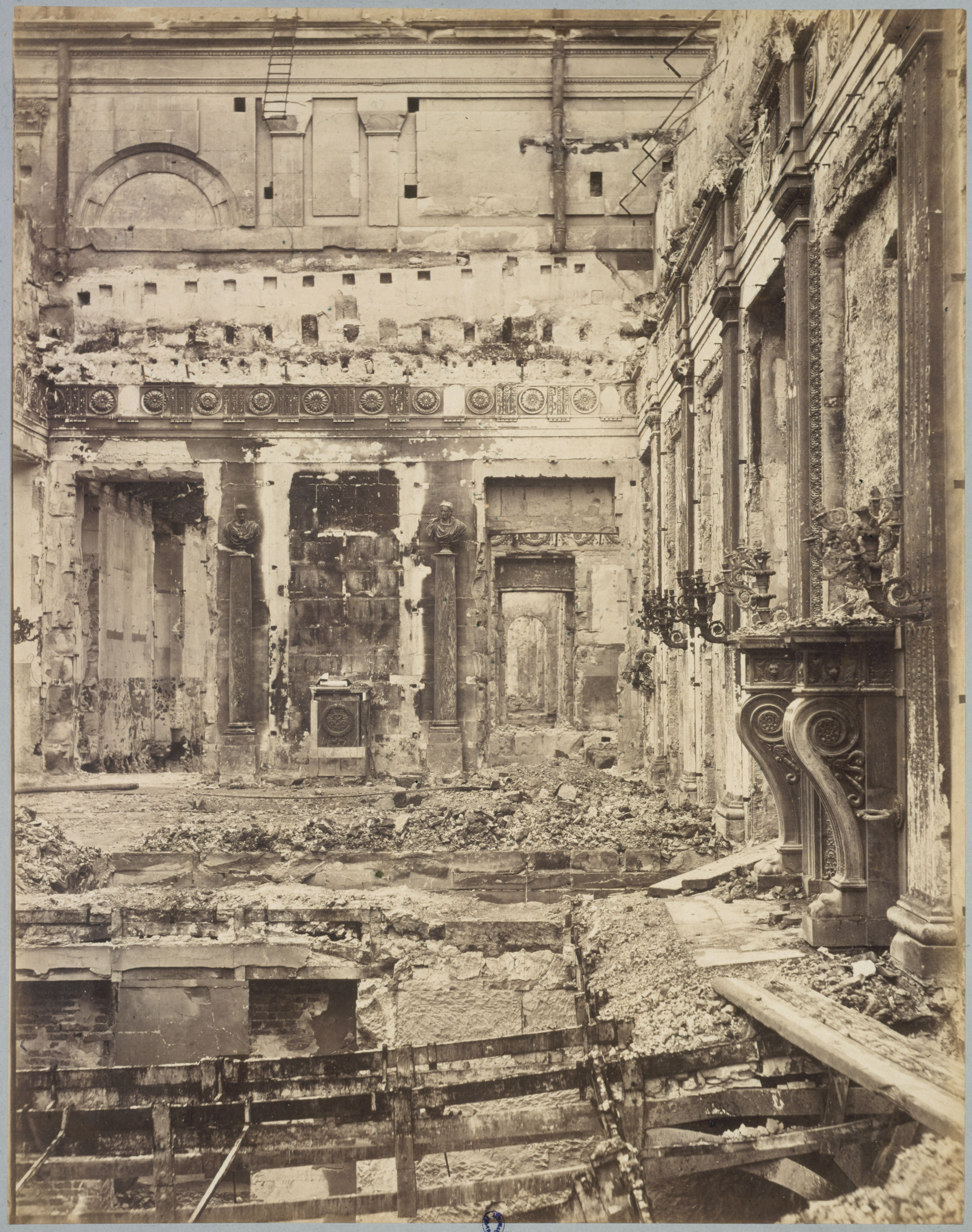
Galeries de la paix du Palais des Tuileries
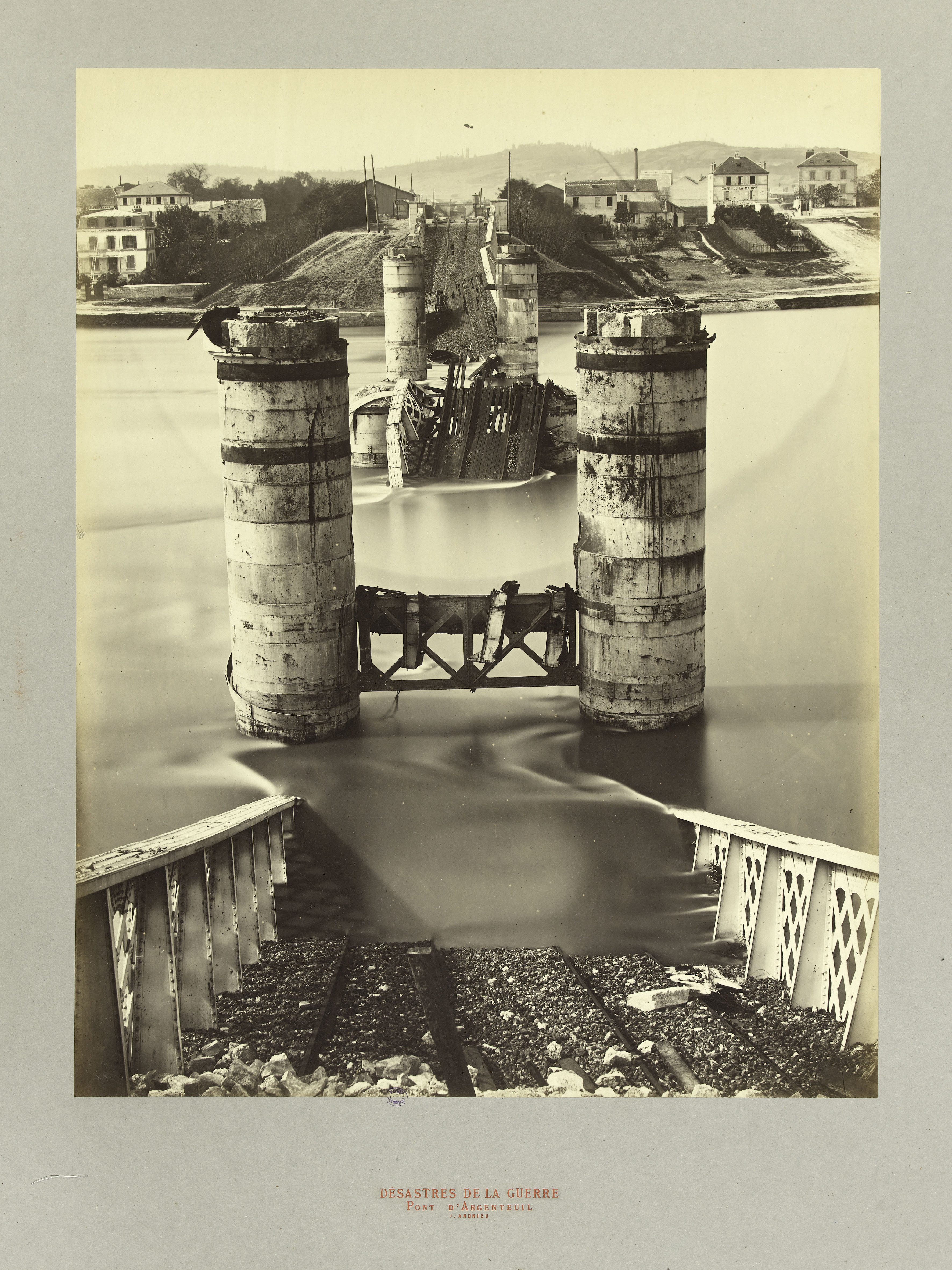
Le pont de chemin de fer d'Argenteuil
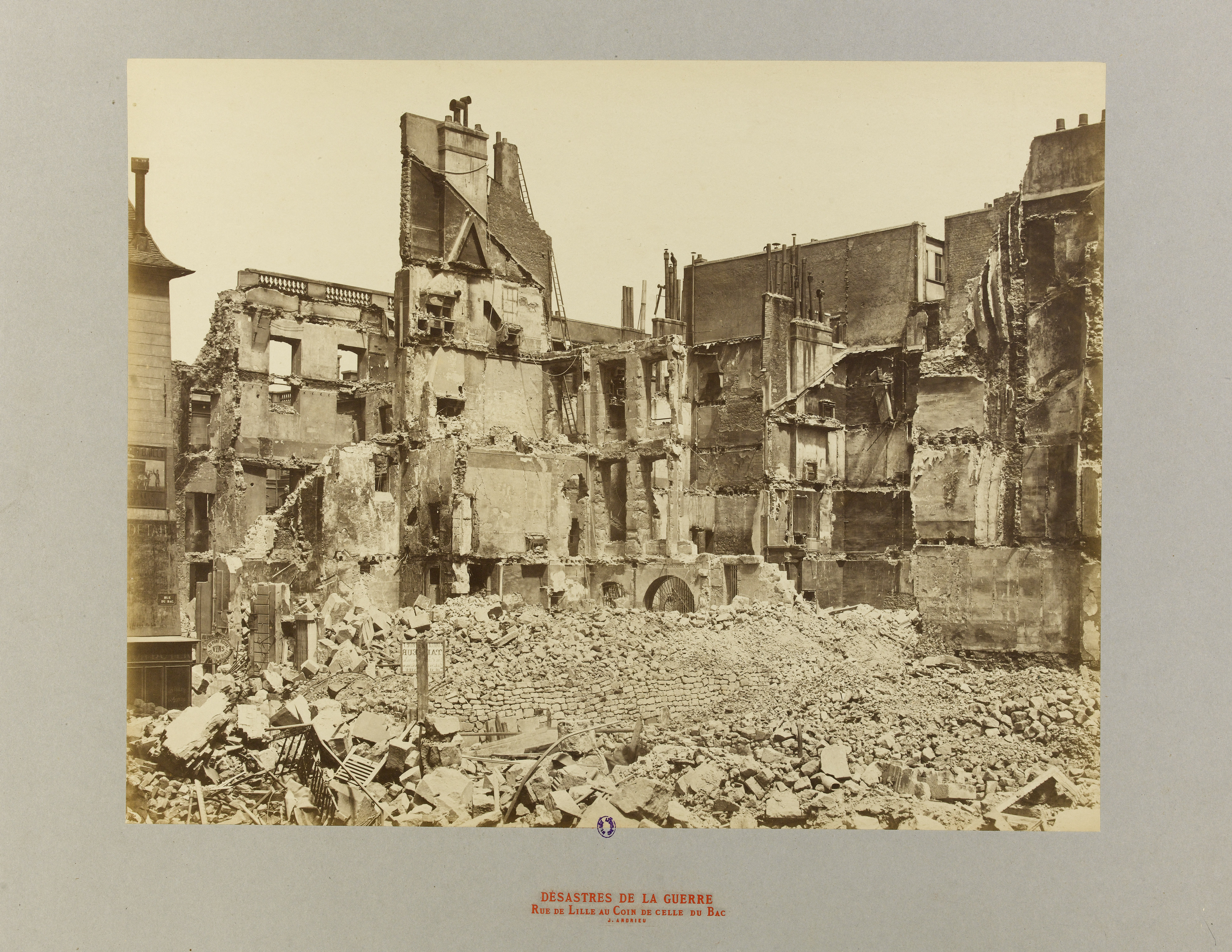
Ruines de la Commune de Paris. L'angle de la rue de Lille et de la rue du Bac
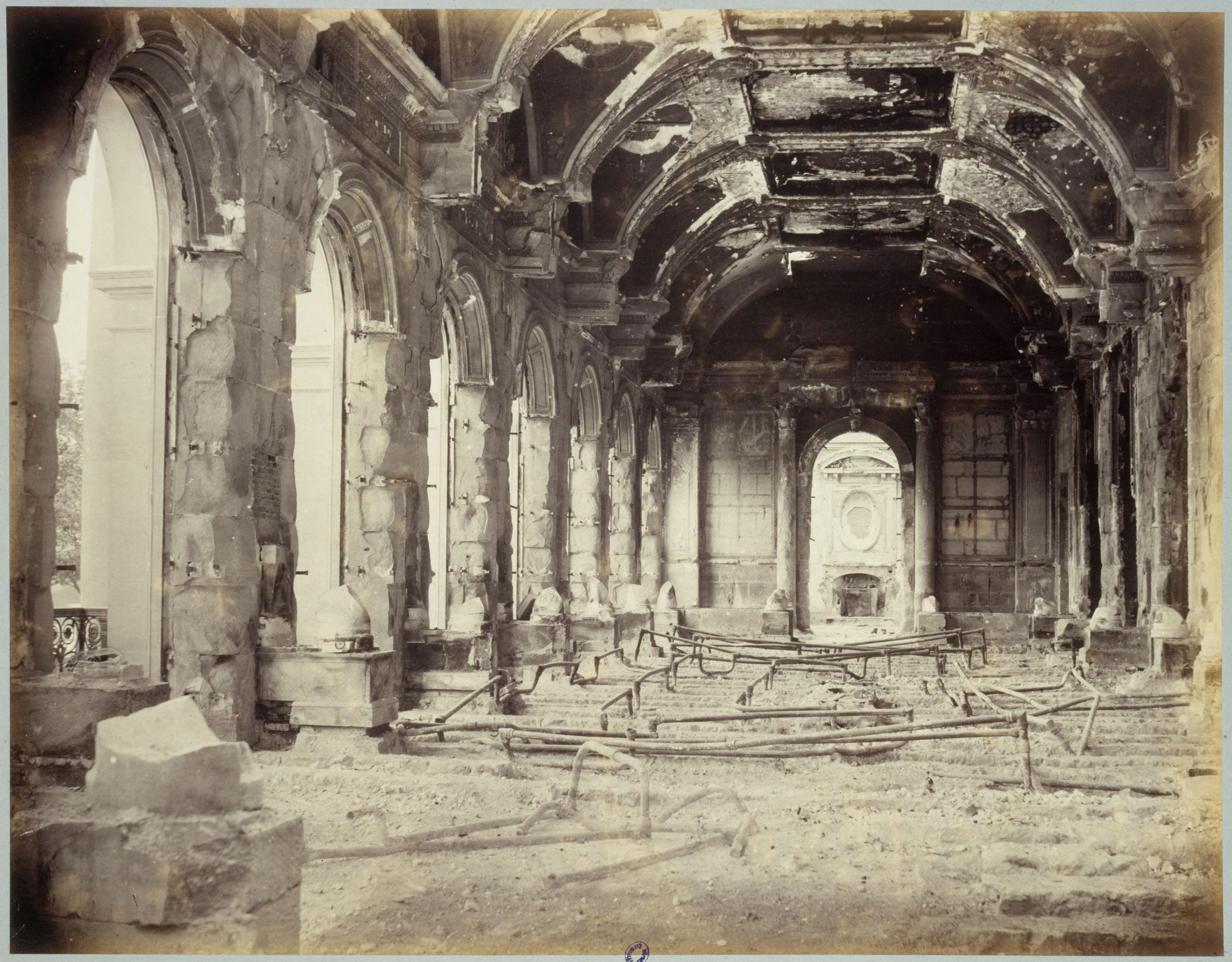
Salle des séances du Conseil d'état
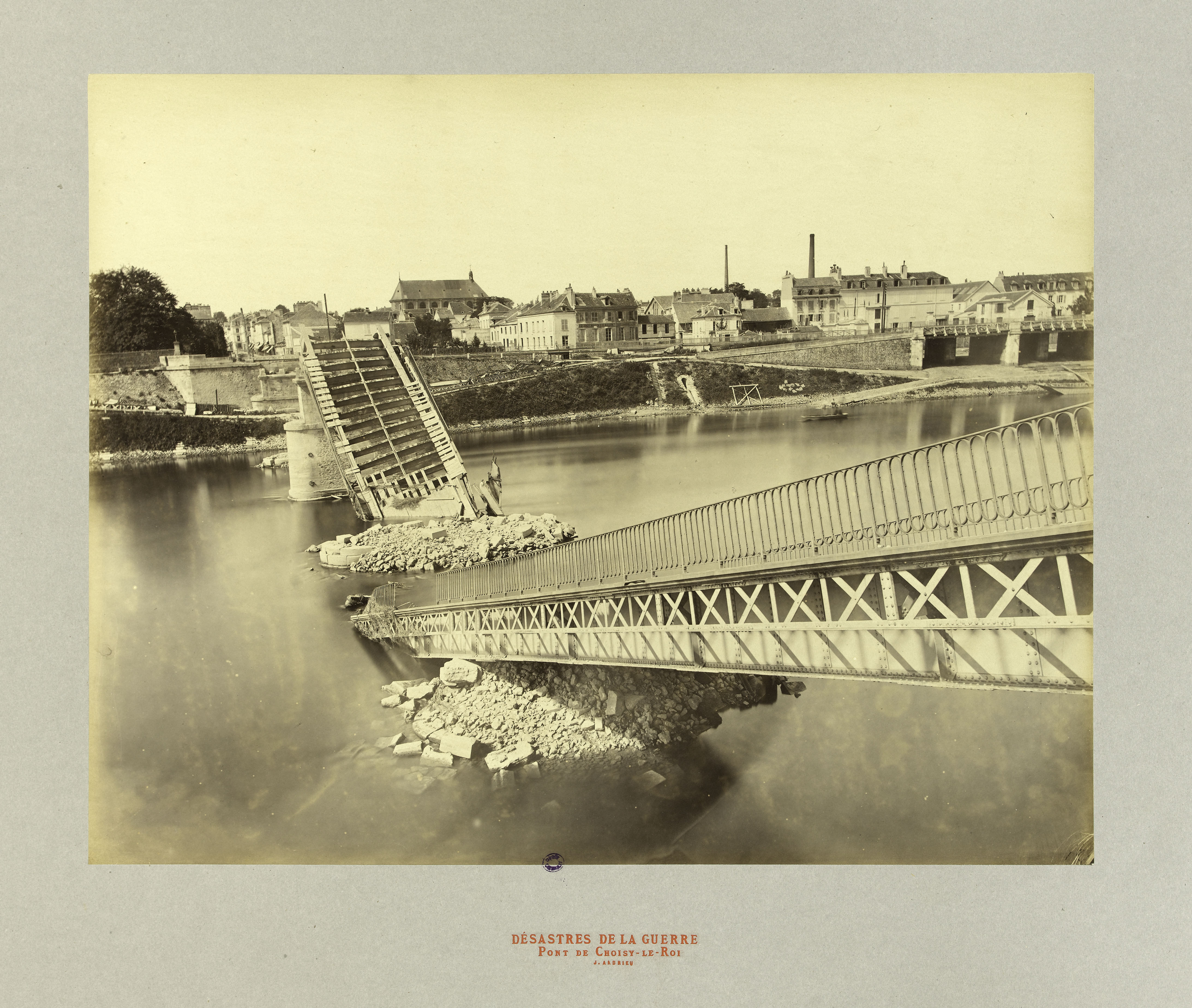
Le pont de Choisy-le-roi
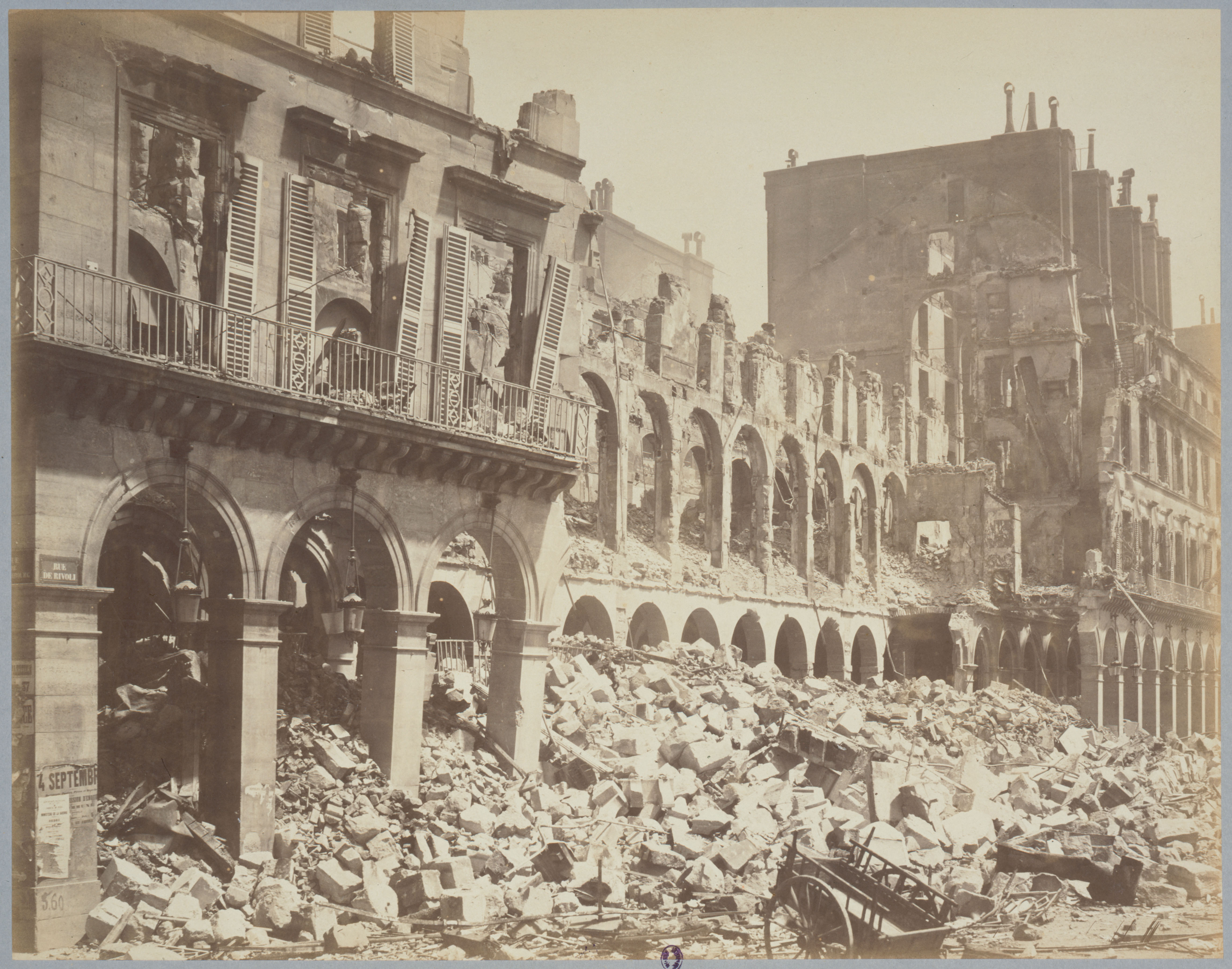
Le ministère des Finances